# 細胞接着分子
細胞接着分子（さいぼうせっちゃくぶんし、英: cell adhesion molecules、略称：CAMs）は、細胞接着を担う分子の総称である。多細胞生物の実験動物でもあるマウス・ラット、ニワトリ、ショウジョウバエ、線虫、ゼブラフィッシュなどと、培養細胞やヒトを中心に研究され、発見された。分子の実体は、主にその生物が合成するタンパク質（高分子）で、ファミリーやアイソフォームを含めると数百種類に及ぶタンパク質性の細胞接着分子が発見されている。細胞接着分子のミメティックス（模造品）の有機合成化合物や組み換えDNA産物は、考え方にもよるが、人工的な細胞接着分子とみなす人が多い。非生物の合成高分子などにも細胞接着をする物質がある。
生物が合成する低分子有機化合物、有機合成化合物、無機化合物にも細胞に接着する分子はあるが、一般的には、これらは細胞接着分子の範疇に入れない。
細胞は、細胞接着部位で細胞表面に細胞接着装置を作る。
細胞接着装置は、
1. .細胞外タンパク質
2. .細胞膜タンパク質
3. .細胞膜裏打ちタンパク質（細胞質内に接着装置を支える）
4. 細胞内シグナル伝達タンパク質（含・アダプタータンパク質）
5. ..細胞骨格

以上の5大分子群で構築されている。考えようによっては、これら全部が「細胞接着分子」だが、通常は、「1と2」を細胞接着分子とし、「3、4、5」は細胞接着分子の範疇に入れない。ここでもその定義に従った。
細胞接着分子は、ファミリーやアイソフォームを含めると数百種類におよぶため、ここでは、ファミリーやアイソフォームは代表分子を示した。

図1. 接着結合とそれを担う分子群

## 歴史
発生生物学では、数世紀にわたって観察されてきた発生過程の生命現象が、ここ数十年、現象を担うタンパク質と遺伝子が同定され、顕微鏡の発達による微細な形態的観察も合わせ、分子レベルの相互作用で理解されるようになってきた。
1908年、米国・ノースカロライナ大学のウィルソン（HV. Wilson）は、色の異なる2種類の海綿を1つ1つの細胞までバラバラにしてから混ぜると、同じ色同士の細胞が集塊を作ることを発見した。この現象を細胞選別と呼ぶ。
1955年、米国・ロチェスター大学のドイツ系アメリカ人・ホルトフレーター（Holtfreter）の有名な実験では、黒イモリの予定表皮と白イモリの神経板を、1つ1つの細胞までバラバラにしてから混ぜると、両者は混ざり合って細胞集塊を作るが、細胞集塊の中で1つ1つの細胞は移動し、やがて予定表皮細胞は予定表皮細胞同士、神経板細胞は神経板細胞同士が集まる。つまり、細胞選別の結果、同じ細胞同士を選んで細胞接着する。
発生生物学の材料として、ウニやイモリが多用されていたが、1950年代、ニワトリ、マウス、ヒトなどの動物細胞を用いた細胞培養法が確立されていく。米国・シカゴ大学のイスラエル系米国人・モスコーナ（A.Moscona）が、トリプシンなどのタンパク質分解酵素による細胞解離法を開発し、細胞培養法を確立していく。継代培養（英：subculture)が可能な哺乳類細胞系（cell line）、細胞株（cell strain）、細胞クローン（cell clone）が次々と樹立されていく。
1950年代後半、モスコーナは、高等動物の培養細胞を用いて、細胞を浮遊状態で旋回培養すると、もとの組織に近い細胞の集塊を作ることを発見した。例えば、肝臓からの細胞浮遊液と腎臓からの細胞浮遊液を混合して旋回培養すると、一度、均一な細胞集塊をつくるが、徐々に、肝臓の細胞は肝臓の細胞同士、腎臓の細胞は腎臓の細胞同士と、同種の細胞同士の集塊を作る。これを細胞選別と呼ぶと前述した。一方、同じ種類の細胞だが、異なる動物種だと、均一の細胞集塊を作る（キメラになっている）。例えば、ニワトリの軟骨形成細胞とマウスの軟骨形成細胞の細胞浮遊液を混合して旋回培養すると、均一な細胞集塊をつくり、時間が経過しても、ニワトリ由来細胞とマウス由来細胞に分離することがない。
細胞は、細胞選別する前に「細胞‐細胞接着」をする。この「細胞‐細胞接着」は、非特異的な分子間引力・結合力、つまり、万能の「のり」物質が担っている、あるいは、細胞表面の＋－の電気的な親和力と考えられた時代もある。というのは、「細胞‐基質接着」では、1970年代、アミノ酸・リジンのポリマーポリリジン（polylysine）を培養プラスチック容器の表面にコートし、細胞の接着性を向上させ、細胞培養を行なうことが普通に行われていた。ポリリジンは＋荷電した高分子である。それで、「細胞‐細胞接着」の細胞接着も非特異的ではないかと考えられた。
しかし、非特異的な万能「のり」や電気的な親和力では、細胞接着（細胞選別）の特異性を説明しにくい。生命科学研究者のセンスとして、生化学者が抗原抗体反応や酵素反応の特異性をタンパク質で解明してきた華やかな時代の影響受け、細胞生物学者も、細胞接着の特異性はタンパク質が担っていると感じるようになる。
そして、1970年代、特定のタンパク質が細胞を接着することが証明された。その後、同じようなタンパク質がたくさん見つかり、これらを総称して、細胞接着分子と呼ぶようになった。これら、細胞接着分子は、1つのタンパク質が、ある程度まとめて「細胞‐細胞接着」「細胞‐基質接着」を担う場合と、個々のタンパク質が個々の細胞接着を担う、つまり特異性を担うことも徐々に解明されてきた。

## 発見
歴史的には、「細胞－基質接着」を担う基質（細胞外マトリックス）の細胞接着分子の発見が最初である。
1973年、英国 王立がん研究基金 のリチャード・ハインズ（Richard O. Hynes）が細胞表面にあるタンパク質・フィブロネクチン（細胞外マトリックスにあるタンパク質の1つ）を発見し。1976年、米国・NIH・国立がん研究所のケネス・ヤマダ（K.M. Yamada）が、フィブロネクチンをまいた培養皿に細胞が接着すること、つまり、フィブロネクチンの細胞接着活性を発見した 。そして、1985年、細胞接着分子・フィブロネクチンのレセプターとしてインテグリンが発見された。
「細胞‐細胞接着」を担う分子は、1976年、米国・ロックフェラー大学のGM・エデルマンが、ニワトリの神経網膜の細胞‐細胞接着を担うタンパク質を発見し、CAMと命名したのが最初である。数年遅れて、カドヘリン（1983年発見）も発見された。
細胞接着は、多細胞生物の基本原理の1つで、単細胞から多細胞への進化に伴う必須の過程である。生物は、多細胞体制を構築したことで、複雑な分業が可能になり、組織・器官が発達し、さらに進化が進み、多くの生物機能が獲得されていく。
したがって、細胞接着の研究は、細胞生物学、発生生物学、脳神経科学の中心的課題であり、臨床医学的には、組織形成・器官発達異常、がん、血液凝固、創傷治癒をはじめ多くの疾患と関係している。それで、基礎から応用にいたる生命科学の諸分野で活発に研究され、同じ細胞接着分子が、同じとは知らずに別の分野でも発見・命名され、結果として、同一分子にいくつかの別名をもつものが多い。
また、多くの細胞接着分子・タンパク質は、ファミリーを形成し、アイソフォームを持つ。2013年8月現在、ファミリーやアイソフォームを含めると数百種類におよぶ細胞接着分子が発見されている。最近発見された分子もあり、さらに新しく発見される可能性がある。
なお、細胞接着分子は単に細胞の接着を担うだけではないことも知られている。細胞外から細胞の移動、増殖、分化、活動などすべての細胞生理をコントロールする機能分子である（アウトサイド・イン）。このことは関連する医薬品を開発する立場からすると魅力的でもある。さらに、細胞内から細胞外への調節機能（インサイド・アウト）もあり、ダイナミックな調節系を構築している。細胞間の相互作用も担い、生物学の基本原理の1つがここにある。

## 細胞接着の様式
細胞接着には、以下の2様式がある。2つの細胞を仮にABとした。
- 「細胞－細胞接着」：A細胞がB細胞に接着する。
- 「細胞－基質接着」：A細胞が基質（細胞外マトリックス）に接着する。

また、「細胞－細胞接着」には次の3様式がある。3つの細胞接着分子を仮にXYZとした。
- 同親性結合（ホモフィリック結合、homophilic adhesion）：A細胞表面のXがB細胞表面のX細胞接着分子に結合する。
- 異親性結合（ヘテロフィリック結合、heterophilic adhesion）：A細胞表面のX細胞接着分子がB細胞表面のY細胞接着分子に結合する。
- リガンド架橋型結合（ligand-bridged adhesion ）：A細胞表面のC細胞接着分子がB細胞表面のD細胞接着分子に、Z分子を介して結合する。Z分子をリガンドと呼ぶ。

1. 「細胞－細胞接着」(cell-cell adhesion)・・・2つの細胞が細胞膜に組み込まれた分子を介して接着する。「A細胞－B細胞」の接着例で具体的に書くと、A細胞表面のXがB細胞表面のX細胞接着分子あるいY細胞接着分子に結合することで「A細胞－B細胞」の接着が起こるケースである。接着する細胞（A細胞とB細胞）は同じ種類の組織の細胞でも異なる種類の組織の細胞でも原理的にはかまわないが、通常は、同じ種類の細胞である。厳密に書くと、A細胞は接着するB細胞を認識するのではなく、認識するのは、A細胞表面のX分子である。X分子がB細胞表面のX分子あるいY分子に親和性があるかどうかに依存する。その相手分子により同親性と異親性の2つの様式がある。
  1. 同親性結合（ホモフィリック結合、homophilic adhesion）：同じ相手分子（X-X）
  2. 異親性結合（ヘテロフィリック結合、heterophilic adhesion）：異なる相手分子(X-Y)
2. 「リガンド架橋細胞接着」（ligand-bridged cell adhesion）・・・2つの細胞が細胞膜に組み込まれていないZ分子を介して接着するケースである。「A細胞－B細胞」の接着例で具体的に書くと、A細胞表面でもB細胞表面にもないまったく別の可溶化分子・Z分子（リガンド　ligand）（細胞膜貫通タンパク質ではない）を介在している。Z分子は、A細胞・B細胞が産生しなくてもよい。この仕組みは、例えば、細胞外の可溶性分子であるホルモンと細胞膜上のレセプターの結合と同じシステムと考えて良いだろう。生物は進化上、この能力を獲得したことで細胞機能を細胞外から調節する仕組みを獲得した。これで、複雑性が獲得できる。
3. 「細胞－基質接着」(cell-substratum adhesion)・・・細胞が基質（細胞外マトリックス）に接着するケースである。「リガンド架橋細胞接着」の重要な点は、Z分子（リガンド　ligand）が原理的に複数個の分子になりえることである。リガンド（ligand）が複数になり、3次元的空間を占め、あるいは2次元的なシートを構成するまで発達すると、リガンド自体が細胞外マトリックス分子とみなされ、「細胞－基質接着」ということになる。

つまり、生物は上記のように、細胞接着様式を「1 → 2 → 3」と細胞接着分子・細胞外マトリックス分子を増やしながら進化的に発達し、細胞機能と組織機能の多様性と効率化を獲得してきたと思われる。

## 細胞接着分子と細胞結合
「用語の注意」の節で述べるように、ここでは、細胞「結合」を含めた細胞接着分子を扱う。以下、項目・「細胞結合」の分類表に対応させて記述する。
「歴史」の節で述べたように、「細胞接着分子」は、細胞接着分子をまいた培養皿に細胞を接着させる活性で発見された。それで、この概念が根幹にある。つまり、「細胞接着分子」＝「培養皿に細胞を接着させる分子」という概念である。その後発見された「細胞‐細胞接着」を担う分子は、その分子機能を抗体で阻害すると「細胞‐細胞接着」が阻害されるという活性で発見された。それで、この概念が根幹にある。つまり、「細胞接着分子」であると認められるには、通常は（狭義というべきか）、実験的に細胞接着を起こせたり、阻害できるという証明が必要である。となると、多くの細胞接着分子は、「固定結合」の「接着結合」に限定されてしまう。
とはいえ、「実験的に細胞接着を起こせたり、阻害できるという証明」、つまり、実験的に細胞接着活性を検証できなくとも、細胞接着装置に存在、一次構造、遺伝子ノックアウトなどの結果から、理論上、生体内では細胞結合に直接機能している「細胞接着分子」に違いないと判断できる分子も多数ある。それで、ここでは視野を広げ、理論上、細胞結合を担うと思われるすべての分子をここで扱う。項目・「細胞結合」の分類表にある固定結合、連絡結合、閉鎖結合、さらに、「接触結合」「合成化合物」「その他」も加えた。分類上異なる結合・接着にも、同じ細胞接着分子（の類似分子）が機能していると思われるケースもあるし、分子は異なっても、細胞接着の仕組みが似ているケースもある。

## 細胞接着分子リスト
- 細胞接着 (cell-cell adhesion)
- 細胞結合(cell junction)
  - 固定結合(anchoring junction)
    - 接着結合（adherens junction）
    - 接着斑（デスモソーム、desmosome）
    - 半接着斑（ヘミデスモソーム、hemidesmosome）

  - 連絡結合（communicating junction）
    - ギャップ結合（gap junction）
    - シナプス結合（synaptic junction）
    - 原形質連絡 （plasmodesma）

  - 閉鎖結合 (occluding junction)
    - 密着結合（tight junction）
    - 隔壁結合（septate junction）
- その他

「細胞接着の様式」の節で述べたように、細胞接着分子には、細胞表面の原形質膜に存在する場合、「リガンド架橋細胞接着」のリガンドとして存在する場合、基質の細胞外マトリックスに存在する場合の3つがあるが、現在の主流の分類法である「細胞結合」大枠の中におさめる形で枠付けした。
この場合、枠を超える細胞接着分子が無視できないほど多くある。代表的な分子はカドヘリン、免疫グロブリンスーパーファミリー(immunoglobulin superfamily:IgSF)、インテグリンなどである。

## 固定結合の細胞接着分子
固定結合は、細胞を他の細胞や細胞外マトリックスに固定させる結合装置で、結合装置を細胞の内側から支える細胞骨格の種類で2つに分類できる。この2種類の固定結合は、それぞれ「細胞－細胞接着」と「細胞－基質接着」に細分化される。
なお、固定結合は、結合が永続的に“固定”しているという意味ではない。ここでの“固定”は「anchoring」、つまり、“錨をおろす”固定であって、錨を上げて、動くことが可能な“固定”である。細胞は状態に応じて結合を外し（錨を上げて）、動く。
- 接着結合：細胞－細胞
  - カドヘリン(cadherin)
  - 免疫グロブリンスーパーファミリー(immunoglobulin superfamily:IgSF)
    - ICAM（intercellular adhesion molecule）（テレンセファリン telencephalin）
    - ネクチン（nectin）
    - PECAM-1（platelet endothelial cell adhesion molecule、CD31）
    - （VCAM-1）(vascular cell adhesion protein 1、VCAM-1、CD106)
- 接着結合：細胞－基質
  - 膜貫通タンパク質
    - インテグリン(integrin)
    - サルコグリカン(sarcoglycan)
    - βジストログリカン(β-dystroglycan)

  - 細胞外マトリックス：タンパク質
    - フィブロネクチン(fibronectin)
    - ラミニン(laminin)
    - ビトロネクチン(vitronectin)
    - コラーゲン(collagen)
    - テネイシン(tenascin)
    - フィブリノゲン(fibrinogen)
    - オステオポンチン(osteopontin)
    - ネトリン（netrin）
    - トロンボスポンジン（thrombospondin）
    - エンタクチン（entactin）
    - αジストログリカン(α-dystroglycan)

  - 細胞外マトリックス：プロテオグリカン(proteoglycan)
    - アグリン(agrin)
    - アグレカン(aggrecan)
    - シンデカン(syndecan)
    - ニューロカン(neurocan)
    - バーシカン(versican)
    - ブレビカン(brevican)
- 接着斑（デスモソーム、desmosome）：細胞－細胞
  - デスモグレイン(desmoglein)(カドヘリンSF)
  - デスモコリン(desmocollin)(カドヘリンSF)
  - コルネオデスモシン(corneodesmosin)
- 半接着斑（ヘミデスモソーム、hemidesmosome）：細胞－基質
  - ラミニン（laminin）332：細胞外マトリックスタンパク質
  - インテグリン（integrin）α6β4：膜貫通タンパク質（transmembrane protein）
  - BP180（XVII型コラーゲン）：膜貫通タンパク質（transmembrane protein）
  - CD151（テトラスパニン、tetraspanin）：膜貫通タンパク質（transmembrane protein）

## 連絡結合の細胞接着分子
連絡結合は、隣り合った細胞と細胞の直接的な連絡をする結合装置である。動物では、ギャップ結合（gap junction）とシナプス（chemical synapse）結合、植物では、原形質連絡 （plasmodesma、複数形plasmodesmata）が知られている。 シナプスおよび神経細胞の接着分子は、別途、「シナプス接着分子」や「神経細胞接着分子」に分類し直した方が良いかもしれない。
- ギャップ結合（gap junction）：細胞－細胞
  - コネキシン（connexin）
  - パネキシン（pannexin）(コネキシンF)
  - イネキシン（innexin）:無脊椎動物
- シナプス（synapse）結合：細胞－細胞（動物のみ）。
  - インテグリン：既出
  - ニューロリギン(neuroligin)
  - ニューレキシン(neurexin)
  - Netrin-G1、-G2：ロイシンリッチリピートタンパク質
  - Neuropilins / Plexins / Semaphorins
  - Ephrins / Ephs
  - Syndecans
  - Latrophilin
  - Celsr
  - Brain-specific angiogenesis inhibitor (BAI)
  - コンタクチン（contactin）（F3、F11）
  - アキソニン（axonin）
  - 免疫グロブリンスーパーファミリー(immunoglobulin superfamily:IgSF)
    - NCAM（N-CAM、CD56（CD分類）、Leu-19、 NKH1）
    - ファシクリン2（fasciclin 2）：[ショウジョウバエのNCAM]
    - L1
      - L1CAM(L1-CAM、L1)
      - neurofascin
      - NrCAM(Nr-CAM)
      - CHL-1
      - NgCAM [ニワトリ]
      - ニューログリアン（neuroglian）[ショウジョウバエ]
      - L1.2 [ゼブラフィッシュ]
      - LAD-1（SAX-7）[線虫]

    - SYG-1
- 原形質連絡（plasmodesma）：細胞－細胞（植物のみ）
  - カドヘリン：既出

## 閉鎖結合の細胞接着分子
閉鎖結合は、水も漏らさないピチッとした結合で、脊椎動物の密着結合（tight junction）と無脊椎動物の隔壁結合（septate junction）がある。細胞「接着」分子というより、細胞「結合」分子である。バリア機能とフェンス機能を担う。極性を制御するといわれているが、がん化や分化とは直接の関係はない。
- 密着結合 （tight junction）：細胞－細胞
  - クローディン(claudin)
  - オクルディン（occludin）
  - ゾヌリン（zonulin）
  - ジャム（junctional adhesion molecule: JAM）(IgSF)
- 隔壁結合（septate junction）：細胞－細胞（主に無脊椎動物）
  - インテグリン：既出
  - クローディン類縁分子:既出
  - CG3921
  - Sec61p

## 接触結合の細胞接着分子
白血球の「接着」に限定されるが、接着時間が短いので、「接着」というより「接触」である。それで「接触結合」とされている。
- セレクチン（selectin）
  - E-セレクチン (endothelial)
  - L-セレクチン (leukocyte)
  - P-セレクチン (platelet)
- P-selectin glycoprotein ligand-1 (PSGL-1)
- アドレッシン（addressin、mucosal vascular addressin cell adhesion molecule 1 (MAdCAM-1) )：細胞外マトリックスタンパク質
- GLYCAM1（Glycosylation-dependent cell adhesion molecule-1 ）
- CD34

## その他の細胞接着分子
細胞接着分子に入れるかどうか微妙である。
- ヘマグルチニン（hemagglutinin、haemagglutinin、HA）
- レクチン
  - フィトヘマグルチニン（英語版） (phytohaemagglutinin, PHA)
  - ガレクチン（英語版） (galectin)
- 単細胞生物から多細胞生物に進化したボルボックスの細胞接着物質
- 精子と卵子の結合タンパク質。理窟上、この結合は生物種特異性がある。
  - Zp3（Zp-3、Zona pellucida sperm-binding protein 3, zona pellucida glycoprotein 3 (Zp-3), sperm receptor）：卵子表面の精子結合タンパク質。
  - glutathione S-transferase M3 (GSTM)[8]：精子表面の卵子結合タンパク質
  - voltage-dependent anion channel 2 (VDAC2) [8]：精子表面の卵子結合タンパク質
- 細胞性免疫での細胞認識分子。細胞傷害性T細胞が異物の細胞を認識し殺すが、認識には細胞接着分子が関与すると思われる。

## 細胞接着する合成化合物
上記の細胞接着分子のミメティックス（模造品）の有機合成化合物や組み換えDNA産物は、考え方にもよるが、人工的な細胞接着分子とみなす人が多い。「細胞接着分子」の接着活性に毒物、増殖因子、陽電子放出核種、蛍光物質などを組み込んだ機能性高分子が作成されている。医薬品・研究器材・化粧品の研究開発も大いにされている。それらは各項目を参照してください。ここでは、それ以外をリストする。
- ポリリジン（polylysine、ε-poly-L-lysine, EPL） ：アミノ酸であるリジンのポリマー。培養プラスチック容器の表面にコートし、培養細胞の付着性を向上させる[3]。
- スーパーボンド：歯科医療用。4 - META/MMA - TBBレジン

## 細胞接着分子に入れない接着分子
- 生体接着材料（bioadhesive）：生物が産生する接着性のタンパク質や炭水化物だが、「細胞」というより、組織や個体の接着を担う
  - イガイ接着タンパク質（mussel adhesive protein：MAP、 Foot protein：Fp）:海洋生物のイガイが足糸（そくし、byssus）を出して海中の岩などに張り付くときの接着タンパク質。2ケタの数の分子が報告されている
    - mefp-1
    - mefp-2
    - mefp-3
    - mgfp-1
    - mcfp-1
- 細胞表面の抗体：抗体は二価なので、2つの細胞と反応すると、細胞接着活性を示す。

## 疾患
細胞接着は生命の基本原理であり、その主役は細胞接着分子である。事実、多様で多数の疾患が知られている。各項目を参照のこと。

## 応用・特許
医薬品や研究器材への応用が活発に研究開発され、これからも大いに期待できる。バイオテクノロジーとして、細胞接着分子のミメティックス（模造品）の有機合成化合物や組み換えDNA産物の人工的な細胞接着分子の開発も盛んである。各項目を参照のこと。

## 用語の注意
英語の「cell adhesion molecule：CAM」は、英語圏では混乱しやすい。1976年、米国・ロックフェラー大学のGM・エデルマンが、ニワトリの神経網膜の「細胞‐細胞接着」を担うタンパク質を発見し、細胞接着分子、英語で「Cell Adhesion Molecule」にちなみ、CAMと命名した。つまり、「CAM」は「cell adhesion molecule（s）」（細胞接着分子）の略称で、普通名詞や集合名詞だったが、上記の時点で、特定の分子を示す固有名詞としても使われるようになった。その後、固有名詞の「CAM」は神経由来（neural）にちなみ、「NCAM」と改名されたが、依然として、固有名詞か普通名詞（や集合名詞）の「CAM」なのか混乱する場合がある。ただし、日本語では、「細胞接着分子」は集合名詞で、混乱していない。
同じ混乱をもたす用語に、ICAMとネクチンがある。ICAMは、英語のInterCellular Adhesion Moleculesの略で、日本語では「細胞間接着分子」という意味になる。ネクチンは、英語でnectinsで、日本語で「細胞接着タンパク質」という意味である。これらは本来、普通名詞や集合名詞のはずだが、現在は、特定の細胞接着分子を示す固有名詞である。なお、ICAMは日本語での混乱はないが、「ネクチン」は日本語の混乱をもたらす。ネクチンの英語名nectinsは、1999年、在日日本人が命名した。
多細胞生物の細胞接着の大枠は、細胞結合(anchoring junction)である。その大枠の下に固定結合、連絡結合、閉鎖結合の3種類の中枠がある。中枠の1つ・固定結合の下に、接着結合、接着斑（デスモソーム）、半接着斑（ヘミデスモソーム）の3小枠がある。
細胞接着分子は、小枠・接着結合から由来した用語である。現在もその由来を引きずっている。しかし、下記の「細胞接着分子と細胞結合」の節で述べるが、細胞「接着」分子と書いても、「接着」だけでなく大枠の概念である「細胞結合」を含めるのが通例である。細胞のすべての「接着」・「結合」に対して細胞接着分子という用語を使う。これは日本だけでなく英語圏でも同じである。細胞「結合」分子という専門用語は日本でも英語圏でもあまり使われていない。